# Федецкий, Артём Андреевич
Артём Андре́евич Феде́цкий (укр. Артем Андрійович Федецький; род. 26 апреля 1985, Нововолынск, Украинская ССР, СССР) — украинский футболист, защитник. Также мог сыграть на позиции центрального полузащитника. Игрок национальной сборной Украины в 2010—2016 гг. Кандидат в народные депутаты от партии «Слуга народа» на парламентских выборах 2019 года (избирательный округ № 118, Львовская область).
Сын футболиста Андрея Федецкого.

## Клубная карьера

### Ранние годы
Воспитанник луцкого футбола. Первый тренер — Виктор Попко. Выступал за любительскую команду «ЕНКО» в чемпионате Волынской области
В детско-юношеской футбольной лиге Украины выступал за «Волынь» и донецкий «Шахтер».

### «Шахтёр» (Донецк), «Шахтёр-2» и «Шахтёр-3»
В 2002 году дебютировал в «Шахтере-3», за который провел 30 матчей и забил 3 гола. А в 2003 году игрок был повышен до «Шахтера-2» где он за 3 года сыграл 56 матчей и забил 6 мячей.

### «Арсенал» (Киев)
После выступал за киевский «Арсенал», в составе которого сыграл 12 матчей в течение 2006—2007 годов. В Украинской Премьер-лиге дебютировал 4 марта 2007 года в матче «Черноморец» — «Арсенал».

### «Харьков»
Впоследствии выступал за «Харьков» в Высшей лиге Украины. Сыграл 24 матча и забил 5 голов.

### Возвращение в «Шахтёр» (Донецк)
Летом 2008 года вернулся в донецкий «Шахтёр». 17 августа 2008 года дебютировал в составе «горняков» в домашнем матче против харьковского «Металлиста» (2:2). В сезоне 2008/09 вместе с командой выиграл Кубок УЕФА, за что был награждён медалью «За труд и доблесть».
После аренды в «Карпаты», вместе с командой прошел сборы в Австрии. Из-за травмы он некоторое время не мог тренироваться вместе с командой. Проблема была связана с паховыми кольцами, что осталось ещё с прошлого сезона.

### Аренда в «Карпаты»

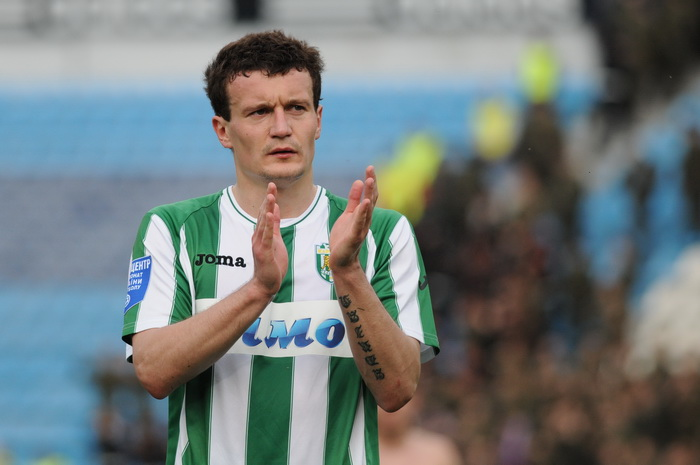
Федецкий в составе «Карпат», 2012

В июне 2009 года перешел в «Карпаты» на правах 2-летней аренды. Стал одним из лидеров команды. Действовал на позиции правого защитника, обладал хорошим пасом и ударом, часто подключался к атакам, много забивал. В общем сыграл 75 матчей, забив 12 мячей. Вместе с командой в сезоне 2010/11 вышел в групповой этап Лиги Европы.

### «Днепр»
29 августа 2012 года, в последний день трансферного окна, Федецкий был заявлен за днепропетровский «Днепр», подписав четырёхлетний контракт. В команде взял 44 номер. За первый сезон сыграл 17 матчей и забил 1 мяч. Столько же мячей он забил и в следующих двух сезонах. Здесь он стал беззаменным игроком основного состава. В сезоне 2014/15 вместе с командой дошел до финала Лиги Европы. Летом 2016 года, после окончания контракта, покинул «Днепр» как свободный агент.

### «Дармштадт 98»
27 июля 2016 года Артём Федецкий на правах свободного агента перешёл в клуб немецкой Бундеслиги — «Дармштадт 98». Официальный сайт клуба заявил о том, что с игроком подписано соглашение на год. По окончании сезона Артём не захотел продлевать контракт с клубом. 17 июня 2017 Федецкий попал в символическую сборную свободных агентов Бундеслиги по версии сайта transfermarkt.de.

### Возвращение в «Карпаты»

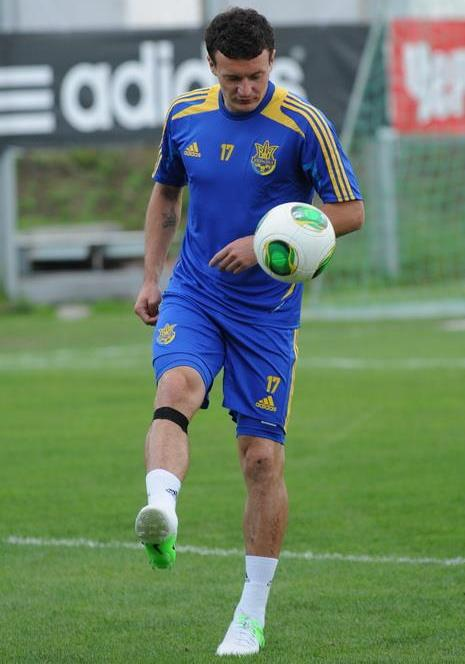
Федецкий в сборной Украины

1 августа 2017 года официальный сайт клуба объявил о том, что Артём будет снова выступать за львовский клуб под 44-м номером.

## Карьера в сборной
25 мая 2010 года дебютировал в составе сборной Украины в товарищеском матче против Литвы (4:0).
Участник чемпионата Европы по футболу 2016 года. Принял участие во всех трёх матчах сборной Украины на турнире.
Последний матч в футболке сборной Украины 17 сентября 2015 года против Словении (1:1).

## Достижения

### Командные
«Шахтёр» (Донецк)
- Обладатель Кубка УЕФА: 2008/09
- Серебряный призёр чемпионата Украины: 2008/09

«Днепр»
- Финалист Лиги Европы УЕФА: 2014/15
- Серебряный призёр чемпионата Украины: 2013/14
- Бронзовый призёр чемпионата Украины (2): 2014/15, 2015/16

### Личные
- Медаль «За труд и доблесть»
- Отличие «Именное огнестрельное оружие» (2015)[8]